# Joseph Bessala
Joseph Bessala (* 1. Januar 1941 in Douala; † 24. April 2010 in Yaoundé) war ein kamerunischer Weltergewichtsboxer.

## Amateur
Bessala gewann 1965 die Afrika-Spiele in Brazzaville und zwei Mal die afrikanische Meisterschaft im Weltergewicht (-67 kg): 1966 in Lagos (Finalsieg über Eddie Blay) und 1968 in Lusaka, dort mit einem Finalsieg über den Sambier Julius Luipa, gegen den er sich auch bei Olympia durchsetzen konnte. Bei den Militärweltmeisterschaften 1967 in Fort Meade gewann er nach einer Finalniederlage gegen Günther Meier, Deutschland, die Silbermedaille.
Bei den Olympischen Spielen 1968 in Mexiko-Stadt gewann Bessala dann die Silbermedaille. Im Finale unterlag er Manfred Wolke aus der DDR.

## Profi
Im Oktober startete Bessala seine Profikarriere mit einem Erstrundensieg durch technischen KO über den Belgier Jean-Pierre Heirmann. Sechs weitere Siege folgten, dann ein Unentschieden und weitere fünf Siege. Der letzte Sieg im November 1974 über Eddie Blay aus Ghana, der 1964 die Bronzemedaille im Halbweltergewicht gewann, brachte ihm den Afrikatitel im Weltergewicht ein. Salam Ouédraogo von der Elfenbeinküste nahm ihm den Titel im Januar 1976 wieder ab. Nach einer längeren Pause erkämpfte Bessala sich die Afrikameisterschaft im Juni 1978 von seinem Landsmann Bechir Boundka wieder zurück. In seinem sechzehnten Kampf wollte Bessala den Titel nochmals verteidigen. Doch Mimoun Mohatar aus Marokko schlug ihn im Dezember 1978 in der zwölften Runde KO. Bessala zog die Konsequenzen und trat vom Boxsport zurück.